# Casa dei Romagnano
La Casa dei Romagnano (Cà dij Romagnan in piemontese) è un edificio storico di Torino. Risale al XIV secolo ed è appartenuta alla famiglia dei marchesi Romagnano. 
Di grande interesse documentario, è uno degli edifici abitati più antichi della città.

## Storia
L'edificio fu residenza dei marchesi Romagnano, ramo cadetto della famiglia dei marchesi di Torino, anche noti come Arduinici, di cui si ha notizia in alcuni diplomi imperiali dell'XI secolo. La loro influenza politica persistette anche sotto il dominio dei Savoia, con il marchese Antonio Romagnano, che tra il 1449 e il 1458 fu cancelliere del duca Ludovico. 
I Romagnano svolsero il ruolo di ambasciatori presso la corte sabauda e, in questa casa, Brianzo di Romagnano ospitò, su richiesta del duca Amedeo VIII, l'ambasciatore di Venezia Andrea Morosini.
Durante l'attento restauro del 1885 ad opera di Riccardo Brayda, vennero riportate alla luce le parti in cotto che rivelano la presenza di precedenti finestre. Fu il primo edificio civile della Torino medievale ad essere interessato da un profondo recupero con una precisa relazione dei lavori che rese noti i criteri che guidarono le scelte stilistiche operate. Dagli scavi operati nelle immediate vicinanze è emerso che l'edificio originario possedeva un porticato di almeno quattro arcate, che si sviluppava sul prolungamento del vicolo.

## Caratteristiche
L'edificio riporta ormai poche e frammentarie testimonianze del suo passato, tuttavia sono riconoscibili parte delle cornici in cotto delle finestre ogivali fittamente ornate, che riportano rappresentazioni di ghiande, piccole zucche e foglie di quercia. Tali dettagli sono dimostrazione di ricchezza della nobile famiglia, nonché la volontà di affermare pubblicamente il prestigio sociale e il ruolo presso la corte sabauda. 
La facciata principale è situata sulla stretta via dei Mercanti, mentre il lato secondario si affaccia su un vicolo chiuso da tempo, ma che probabilmente fu uno dei viottoli della città medievale. Questa parte conserva interessanti porzioni riportate alla luce, che rivelano interessanti lacerti in muratura a spina di pesce ed una finestra ogivale intera, ma completamente murata. Il piano inferiore riporta invece tracce di finestre a crociera in cotto, risalenti al XVI secolo. 
Del XVII secolo sono invece le restanti aperture, operate senza il rispetto della decorazione originaria.